# Lluka e Eperme
Lluka e Eperme är en ort i Kosovo. Den ligger i den västra delen av landet, 70 km väster om huvudstaden Priština. Lluka e Eperme ligger 583 meter över havet och antalet invånare är 1 500.
Terrängen runt Lluka e Eperme är varierad. Runt Lluka e Eperme är det ganska tätbefolkat, med 222 invånare per kvadratkilometer. Närmaste större samhälle är Pejë, 12,8 km norr om Lluka e Eperme. Omgivningarna runt Lluka e Eperme är en mosaik av jordbruksmark och naturlig växtlighet.